# Charal
Pour les articles homonymes, voir Charal (homonymie).
Charal est une entreprise de l'industrie agroalimentaire française spécialisée dans l'achat de bovins aux éleveurs, leur abattage et la transformation des carcasses obtenues en viande fraiche et surgelée destinée à l'alimentation humaine. C'est une filiale du groupe Bigard.

## Historique

Ancien logo.

La marque de viande bovine Charal a été créée en 1986 par le groupe Vital Sogéviandes, société parisienne d’abattage et de transformation de produits carnés, qui détient alors plusieurs unités de transformation. En 1997, la société Vital Sogéviandes est débaptisée et prend le nom de Charal. Deux ans plus tard, le siège social de Charal est établi à Cholet.
L’Hebdopack a été le premier produit de la marque Charal. La communication du groupe est alors orientée vers l’« innovation produit » et sur le fait que c’est la première fois en France que « la viande a un nom »[source insuffisante]. L’objectif est alors de donner une notoriété à la marque avec une forte communication télévisuelle principalement basée sur l’humour.
Lorsque éclate la première crise de la vache folle en 1996, Charal bénéficie de sa notoriété (la marque est dominante dans le marché de la viande fraîche sous vide en termes de notoriété, avec un taux de notoriété de 85 %) et du faible nombre de marques présentes en rayon boucherie. Charal oriente alors sa communication vers la qualité de ses produits et vers son système de traçabilité qui permet d’identifier l’origine exacte d’une pièce de viande depuis l’éleveur jusqu’au consommateur.
Après la deuxième crise de la vache folle en 2000, Charal change de discours et adopte un nouveau slogan : « On n’a pas fini de vous faire aimer la viande ».
Depuis 2005, face à une consommation de viande toujours en baisse et un marché du snack en plein essor, Charal élargit son offre et créé une gamme burgers.
En janvier 2007, alors qu’éclate un nouveau scandale de viande avariée, la société a reconnu « un défaut de composition » dans ces morceaux de viande mais ces lots n’ont présenté aucun danger pour la santé des consommateurs.
En janvier 2008, le groupe Bigard, spécialisé dans l'abattage et la transformation de la viande, prend 100 % de la Compagnie financière Vital, propriétaire du groupe Charal.
En 2009, Charal s'étend vers le marché des surgelés « prêts à cuisiner ». L'entreprise lance une gamme de produits cuisinés dans des cocottes fabriquées en polypropylène recyclable.
Le chiffre d’affaires de Charal, qui compte plus de 3 000 salariés, s’élève à près de 1 milliard d’euros pour l’exercice 2010.
Jean Chavel était le directeur général de Charal depuis 2004. Il est décédé à Paris le 31 octobre 2011, à l’âge de 62 ans.

## Sites
Charal dispose de plusieurs usines en France, dont :
- Cholet (Maine-et-Loire) : unité des produits frais, abattoir de Cholet et site de transformation
- Flers (Orne) : unité des produits surgelés
- Lisieux (Calvados)
- La Châtaigneraie (Vendée)
- Égletons (Corrèze)
- Metz (Moselle): Plus grand abattoir du groupe destiné au marché  belge et luxembourgeois .
- Nozay (Loire-Atlantique)
- Sablé-sur-Sarthe (Sarthe)

## Controverse sur les conditions d’abattage

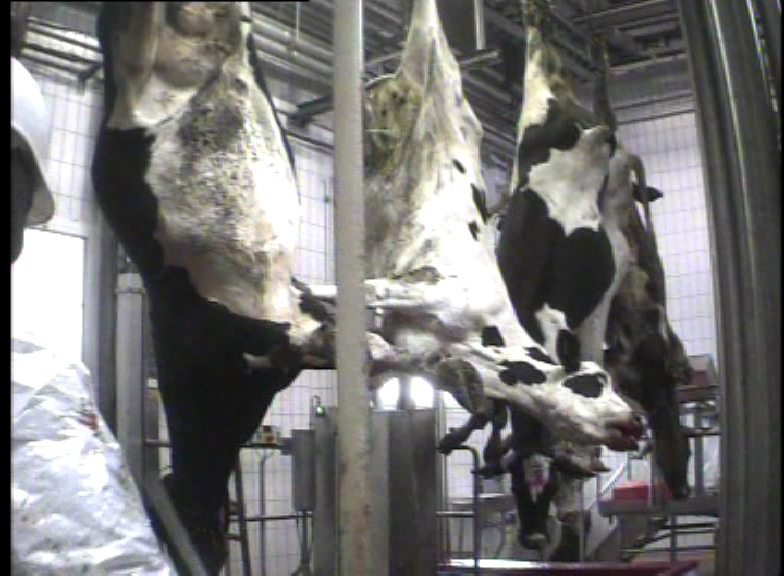
Abattage de vaches dans un abattoir Charal (2008), dénoncé par L214.

Le 28 août 2009, Charal est visé par une enquête filmée tournée en caméra cachée dans son abattoir de Metz. L’association de protection animale L214 y dénonce le non-respect de la réglementation par Charal. Il s’avère en effet que des bêtes redeviennent conscientes avant et au moment d'être saignées. L214 porte plainte contre Charal pour cruauté envers les animaux,. L'entreprise tente de son côté d'interdire la diffusion des vidéos sur Internet par l'association. Charal met L214 en demeure de retirer la vidéo de ses sites internet, porte plainte pour violation de propriété privée, et conteste les accusations portées par l'association.
La plainte de L214 contre Charal en 2009 a été classée « sans suite » une 1re fois et confirmée « sans suite » en appel en 2012. Le juge précise que « l’enquête n’a pas révélé de mauvais traitements… ni de pratiques non conformes aux règlements ». L214 a été déboutée de sa plainte.
À la suite de la diffusion du documentaire « L'adieu au steak » dans Arte en mars 2012, Charal porte plainte contre L214, le porte-parole de L214, Sébastien Arsac, ainsi qu'Arte (France et G.E.I.E) pour « atteinte à la présomption d'innocence, atteinte à son image de marque et à sa réputation auprès du public ». Charal est débouté de ses demandes et condamné par Le Tribunal de Grande Instance de Paris au paiement de 1 500 € à chacune des parties, soit une somme totale de 6 000 €.

## Condamnation
En juin 2016 Charal a été condamné par la 31e chambre du tribunal correctionnel de Paris à 80000 euros d’amende pour avoir vendu entre fin 2006 et fin 2007 de la viande impropre à la consommation.

## Partenariat Voile
En 1992, Charal sponsorise Olivier de Kersauson qui, à partir de différents éléments de Poulain, conçoit le trimaran Charal, pour le lancer dans la quête du trophée Jules-Verne.
En 2017, Charal revient dans l’aventure voile en sponsorisant le skipper Jérémie Beyou.
Le 21 août 2018, l'Imoca Charal est mis à l'eau. À son bord, Jérémie Beyou s'aligne dans la Route du Rhum 2018, remporte la Fastnet Race 2019, participe à la Transat Jacques-Vabre 2019, remporte la Vendée-Arctique-Les Sables-d'Olonne 2020, participe au Vendée Globe 2020-2021, à la Fastnet Race 2021 et à la Transat Jacques-Vabre 2021.
Le 4 mai 2021, l'entreprise annonce qu'elle renouvelle son partenariat avec Jérémie Beyou, de 2022 à 2026. Un Imoca Charal 2 va être construit. Sa mise à l'eau est prévue pour juin 2022.